# کاکتوس‌های آزتکی
 آزتکیوم(نام علمی: Aztekium) نام یک سرده از تیره کاکتوس است.